# مسجد موسى
قرية مسجد موسى هي إحدى القرى التابعة لمركز أطفيح في محافظة الجيزة في جمهورية مصر العربية. حسب إحصاءات سنة 2006، بلغ إجمالي السكان في مسجد موسى 14780 نسمة، منهم 7874 رجل و6906 امرأة.